# تاريا هالونن
تاريا هالونن (Tarja Halonen؛ هلسنكي، 24 ديسمبر 1943)، رئيسة جمهورية فنلندا الحادية عشر (2000-2012). وهي أول امرأة تشغل منصب الرئيس في فنلندا، ووزيرة الخارجية (1995-2000) ووزيرة العدل (1990-1991) ,وكانت قبل توليها الرئاسة في 1 مارس 2000 نائب في برلمان فنلندا بين عامي 1979 و 2000. وبجانب مسيرتها السياسة فلها أيضا سجل حافل في الاتحادات التجارية والعديد من المنظمات المدنية.
تخرجت من جامعة هيلسنكي حيث درست القانون بين عامي 1963 و 1968. وكانت ناشطة سياسية أثناء فترة الدراسة الجامعية. انضمت في عام 1971 إلى الحزب الاشتراكي الديمقراطي الفنلندي، وعملت محامية في المنظمة الرئيسية للاتحادات التجارية الفنلندية، إلى أن انتخبت في البرلمان في عام 1979.
وفترة الرئاسة حازت شعبية كبيرة بين الفنلنديين حتى بلغت نسبة شعبيتها 88 % في عام 2003.

## روابط خارجية
- تاريا هالونن على موقع IMDb (الإنجليزية)
- تاريا هالونن على موقع الموسوعة البريطانية (الإنجليزية)
- تاريا هالونن على موقع مونزينجر (الألمانية)
- تاريا هالونن على موقع إن إن دي بي (الإنجليزية)
- تاريا هالونن على موقع قاعدة بيانات الفيلم (الإنجليزية)